# D. B. Woodside
Pour les articles homonymes, voir Woodside.
D. B. Woodside, de son vrai nom David Bryan Woodside, est un acteur américain, né le 25 juillet 1969 à New York (Queens).

## Biographie

### Carrière
D. B. Woodside commence à se passionner pour la comédie au lycée et fait partie d'une troupe de théâtre. Il commence sa carrière en jouant dans la deuxième saison de Murder One.
Il tourne ensuite dans The Practice : Bobby Donnell et Associés (The Practice), Snoops (en), JAG, Division d'élite (The Division) et Deuxième chance (Once and Again). Au cinéma, il tourne dans les films The Temptations et Roméo doit mourir (Romeo Must Die).
Au début des années 2000, il joue dans la série télévisée Buffy contre les vampires, puis il incarne Wayne Palmer dans 24 heures chrono (24).
Entre 2014 et 2015, l'acteur obtient un rôle récurrent dans la série Suits : Avocats sur mesure lors de la saison 4 et 5 aux côtés de Gina Torres, Gabriel Macht et Patrick J. Adams.
Entre 2016 et 2021, il a joué l'un des rôles principaux aux côtés de Tom Ellis, Lauren German et Rachael Harris dans la série télévisée Lucifer diffusée sur la Fox puis sur Netflix.Il y incarne un des frères de Lucifer, Amenadiel[réf. nécessaire].
En 2019, il joue dans le spin-off de la série Suits avec l'actrice Gina Torres qui reprend son rôle de Jessica Pearson. La série est annulée en octobre 2019 après seulement une saison.

### Vie privée
En 2006, il rencontre l'actrice Golden Brooks (en). Ils ont une petite fille prénommée Dakota Tao, née le 1er septembre 2009. Le couple se sépare l'année suivante.

## Filmographie

### Cinéma
- 1998 : Scar City : Forrest
- 1998 : The Temptations : Melvin Franklin
- 1999 : After All : Anthony
- 2000 : Roméo doit mourir : Colin
- 2000 : Sac d'embrouilles : Truman
- 2003 : Easy : Martin Mars
- 2009 : Mississippi Damned : Tyrone
- 2011 : The Inheritance : Henry
- 2014 : That Awkward Moment : Harold
- 2015 : Paul Blart: Mall Cop 2 : Robinson
- 2015 : The Man in 3B : l'inspecteur Thomas

### Télévision
- 1996-1997 : Murder One : Aaron Mosely (18 épisodes)
- 1997 : The Practice : Donnell et Associés : Aaron Wilton (saison 2, épisode 8)
- 2001 : Division d'élite : Daniel Reide (7 épisodes)
- 2002 : Deuxième Chance : Henry Higgi (saison 3, épisodes 3 et 19)
- 2002-2003 : Buffy contre les vampires : le principal Robin Wood (14 épisodes)
- 2003 : Les Experts : Miami : Cole Judson (saison 1, épisode 12)
- 2003-2007 : 24 Heures chrono : Wayne Palmer (48 épisodes)
- 2004 : Les Experts : Marlon Waylord (saison 5, épisode 3)
- 2004 : JAG : l'agent Rob Benton (saison 10, épisode 9)
- 2007 : Grey's Anatomy : Marcus Kane (saison 4, épisode 8)
- 2008 : Numb3rs : Jonathan Schmidt (saison 5, épisode 3)
- 2009 : Private Practice : Duncan (saison 2, épisode 22)
- 2009 : Hawthorne : Infirmière en chef : David Gendler (3 épisodes)
- 2009 : Castle : Lance Carlberg (saison 2, épisode 10)
- 2009 : Monk : Dr Matthew Shuler (saison 8, épisodes 15 et 16)
- 2009 : Lie to Me : Henry Strong (saison 1, épisode 11)
- 2010-2011 : Hellcats : Derrick Altman (6 épisodes)
- 2011 : Charlie's Angels : Carlton Fin (épisode 3)
- 2011-2012 : Parenthood : Dr Joe Prestridge (9 épisodes)
- 2011-2014 : Single Ladies : Malcolm Franks (37 épisodes)
- 2013 : Dr Emily Owens : Evan Hammond (3 épisodes)
- 2014 : Halt and Catch Fire : Simon Church (saison 1, épisode 7)
- 2014-2018 : Suits : Avocats sur mesure : Jeff Malone (saison 4, invité saison 5 - 16 épisodes)
- 2016-2021 : Lucifer : Amenadiel (rôle principal - 67 épisodes)
- 2018 : S.W.A.T : l'agent Gines (saison 1, épisode 22)
- 2019 : Pearson : Jeff Malone (6 épisodes)
- 2021 : La Ligue des justiciers : Nouvelle Génération : Phantom Stranger (voix)
- 2023 : 9-1-1: Lone Star : Trevor (invité - saison 4, épisode 1,2)
- 2023 : The Night Agent : Erik Monks

## Voix françaises
En France, Serge Faliu a été la première voix régulière de D. B. Woodside de 2003 à 2013 avant de le retrouver en 2023. Entre-temps, il a principalement été doublé par Jean-Louis Faure.
En France
| - Serge Faliu dans : - 24 Heures chrono (série télévisée) - JAG (série télévisée) - Grey's Anatomy (série télévisée) - Numb3rs (série télévisée) - Lie to Me (série télévisée) - Hawthorne : Infirmière en chef (série télévisée) - Castle (série télévisée) - Monk (série télévisée) - Paul Blart 2 : Super Vigile à Las Vegas - Charlie's Angels (série télévisée) - Parenthood (série télévisée) - Dr Emily Owens (série télévisée) - The Night Agent (série télévisée) - 9-1-1: Lone Star (série télévisée) - Thierry Desroses dans (les séries télévisées) : - Murder One - The Practice : Donnell et Associés - Buffy contre les vampires - Les Experts | - Jean-Louis Faure (*1953 - 2022) dans (les séries télévisées) : - Deuxième Chance - Suits : Avocats sur mesure - Lucifer - Pearson - Frantz Confiac dans : - Private Practice (série télévisée) - S.W.A.T. (série télévisée) - Tout à fait son style Et aussi - Lucien Jean-Baptiste dans Roméo doit mourir - Mathieu Buscatto dans Division d'élite (série télévisée) - Christophe Peyroux dans Les Experts : Miami (série télévisée) - Frédéric Souterelle dans La Ligue des justiciers : Nouvelle Génération (voix) |